# 海利根布卢特
大格洛克纳山麓海利根布卢特，通称海利根布卢特，是奥地利克恩顿州德劳河畔施皮塔尔县的一个市镇。总面积193.5平方公里，总人口1020人，人口密度5.3人/平方公里（2018年1月1日）。